# Krauskopfpelikan

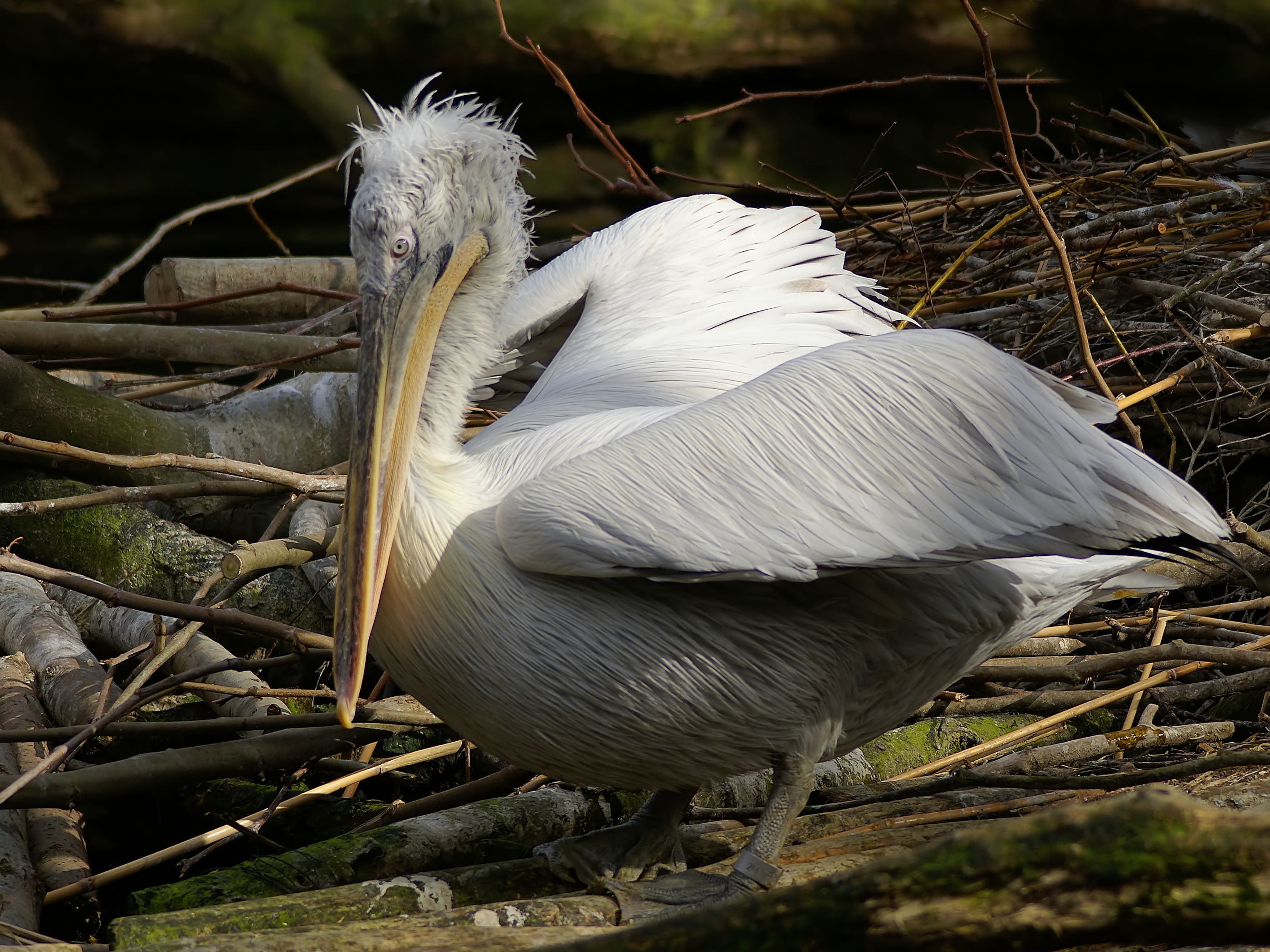
Krauskopfpelikan im Schlichtkleid

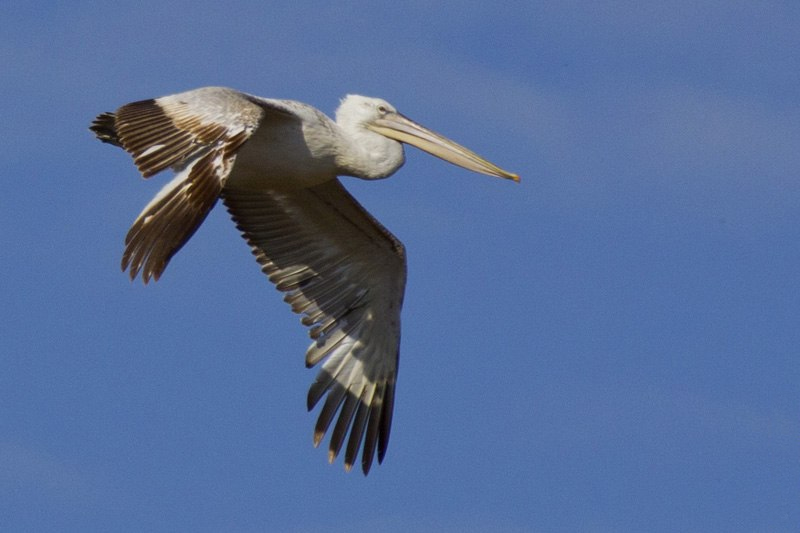
Junger Krauskopfpelikan im Flug

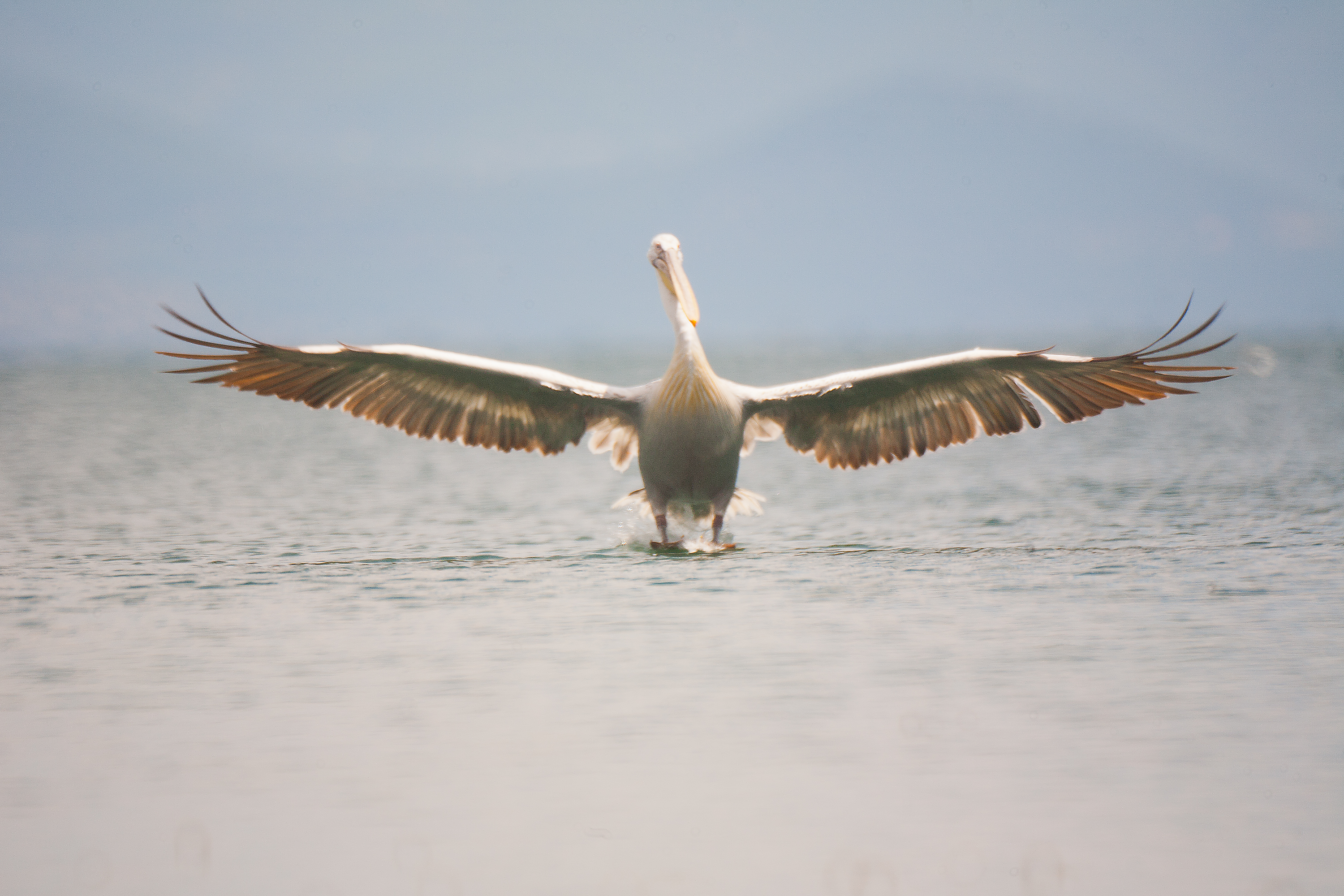
Der Krauskopfpelikan weist eine Flügelspannweite von über 3 Metern auf.

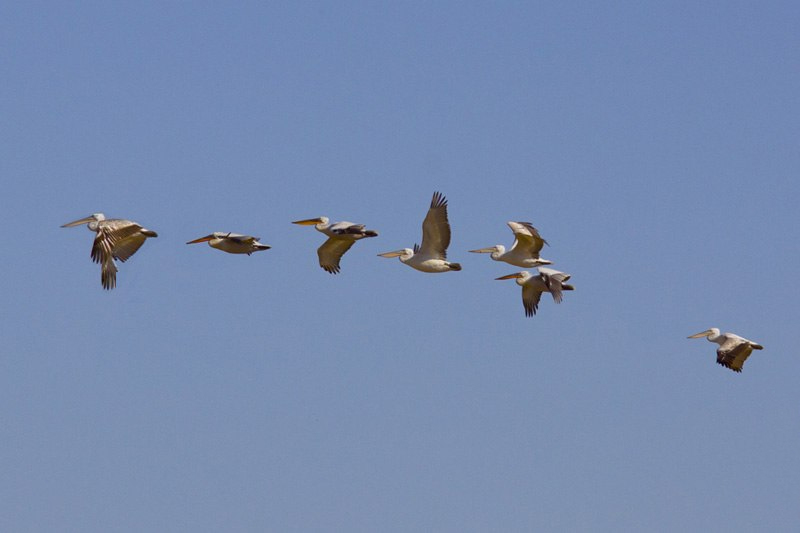
Ein überfliegender Trupp von Krauskopfpelikanen

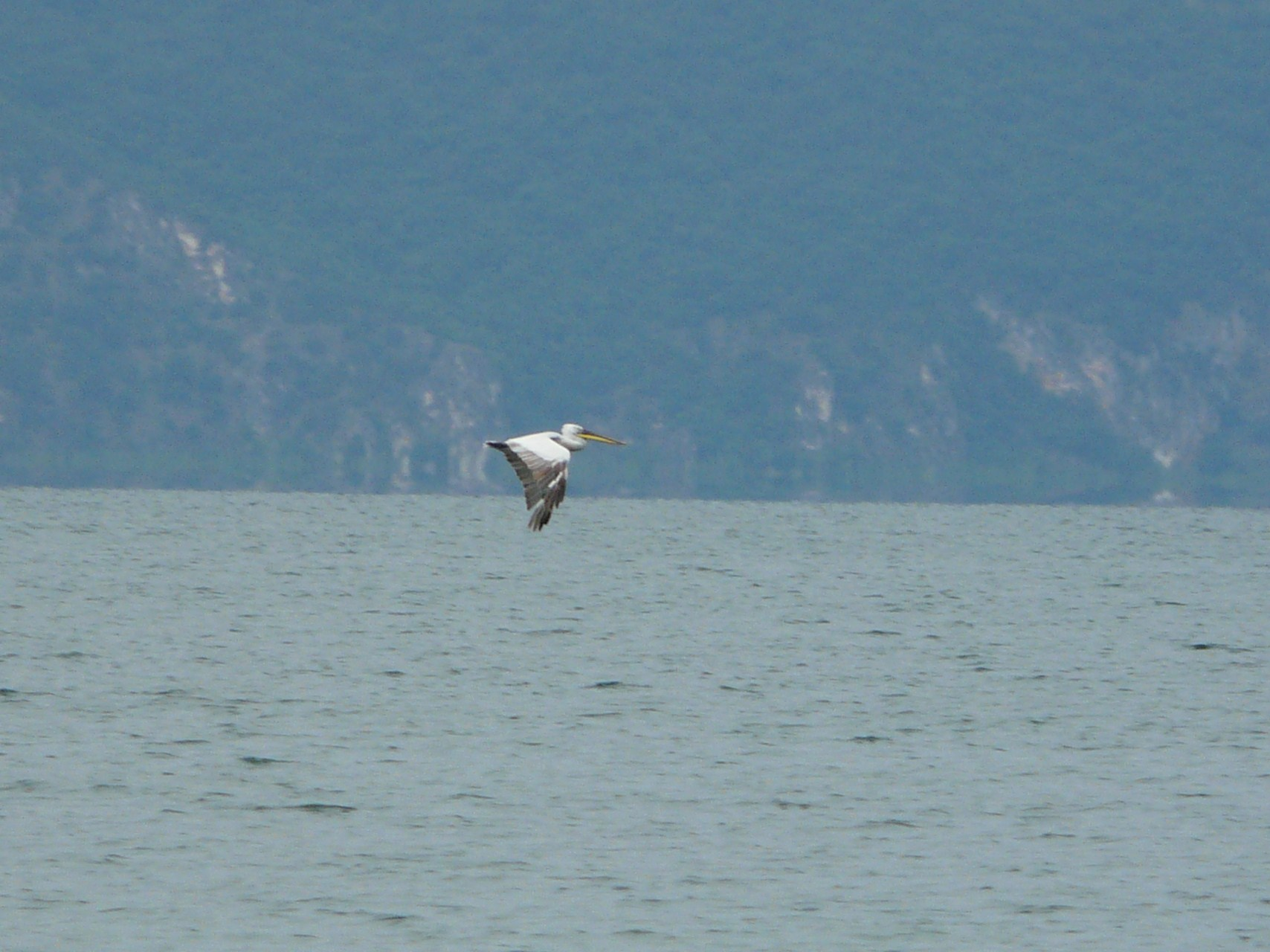
Ein Krauskopfpelikan am Prespasee, an dem das größte europäische Brutvorkommen liegt.

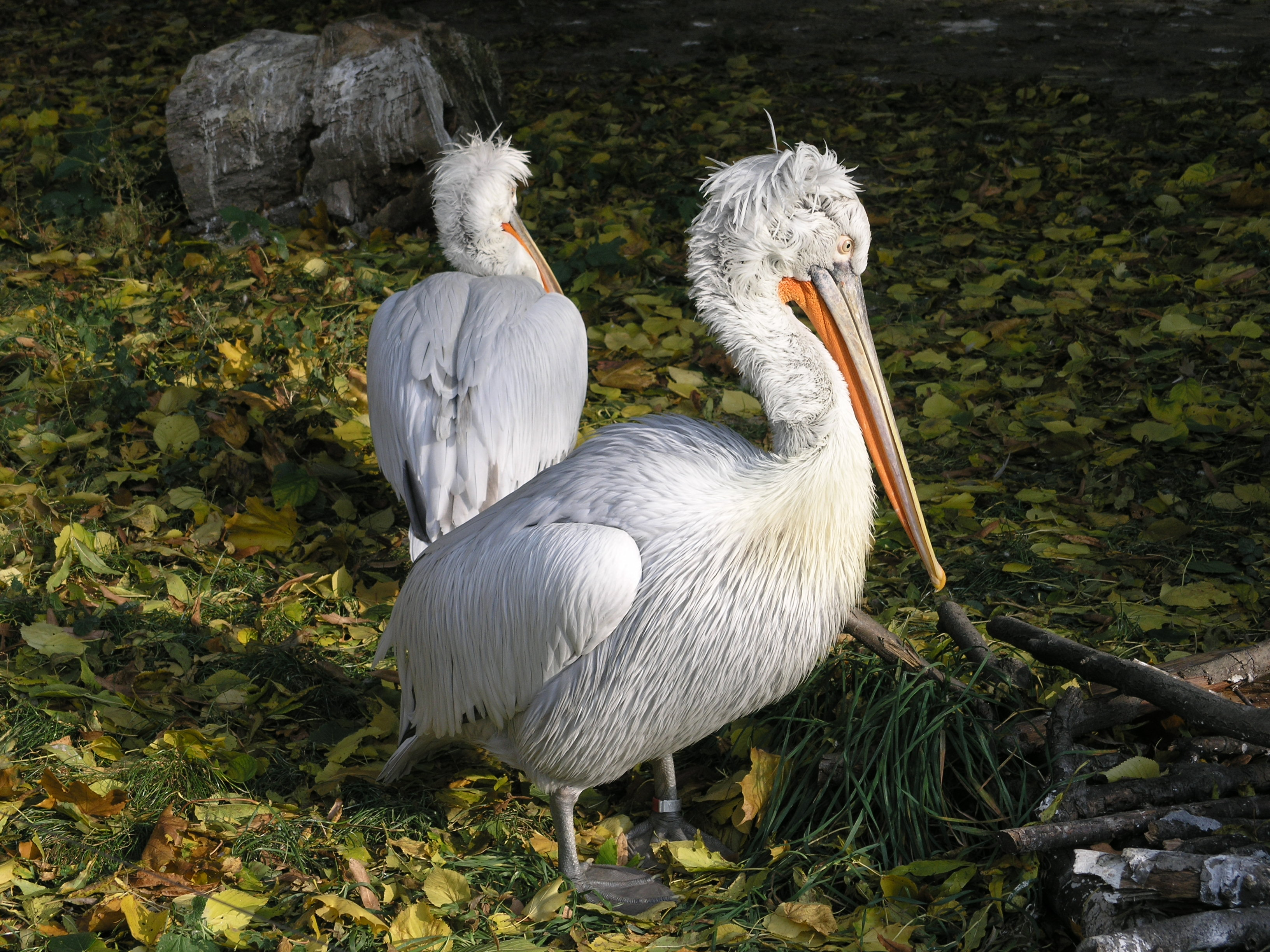
Krauskopfpelikane im Wiener Tiergarten Schönbrunn

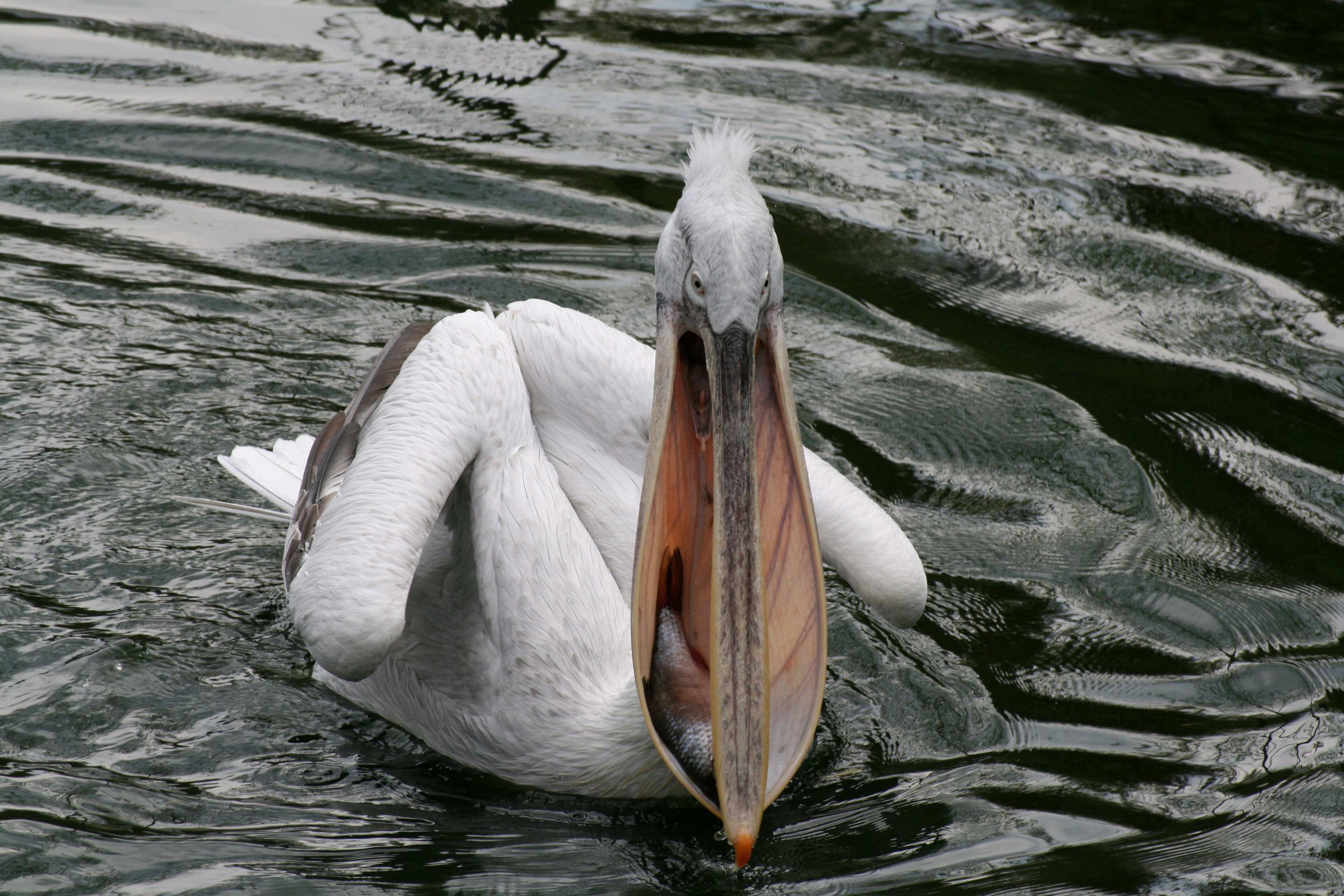
Der Krauskopfpelikan setzt den Schnabel mit Kehlsack beim Fischfang wie einen Kescher ein

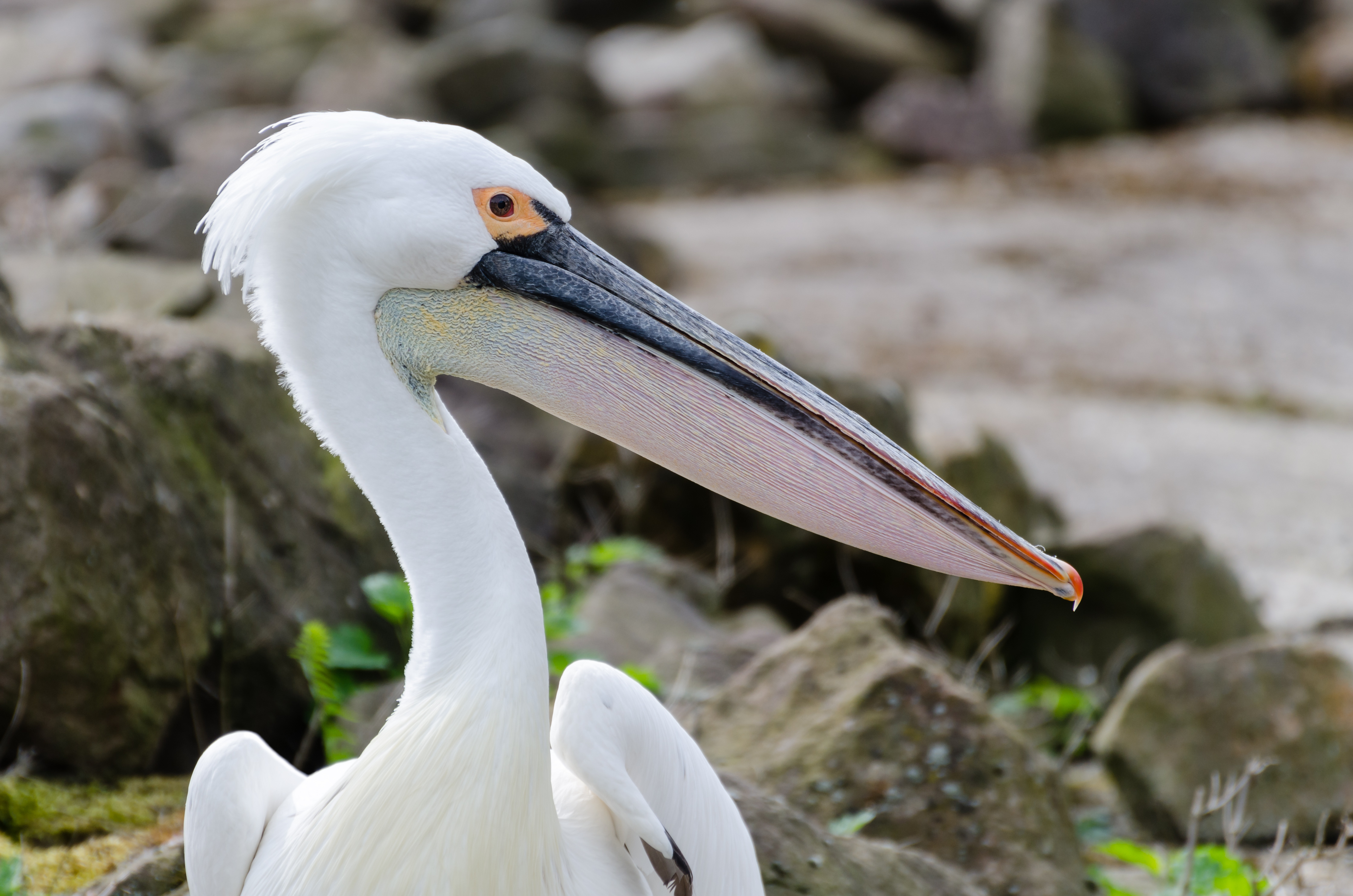
Hybrid zwischen Krauskopf- und Rosapelikan (P. crispus × onocrotalus) im Zoo Gelsenkirchen. Der Vogel zeigt Merkmale beider Arten.

Der Krauskopfpelikan (Pelecanus crispus) gehört zur Familie der Pelikane (Pelecanidae). Er ist ein Brutvogel von Südosteuropa über Teile Mittelasiens bis in die Mongolei. Während des nacheiszeitlichen Temperaturoptimums vor etwa 8000 Jahren lebten Krauskopfpelikane für einige Jahrhunderte auch in Südskandinavien. Dies belegen Knochenfunde von steinzeitlichen Siedlungsplätzen. Im Jahr 2006 ist die Art erstmals in Deutschland als Irrgast nachgewiesen worden.

## Beschreibung
Der Krauskopfpelikan ist mit einer Körperlänge von 160 bis 180 cm, einem Körpergewicht von 10 bis 13 Kilogramm und einer Flügelspannweite von 310 bis 345 cm deutlich größer als ein Höckerschwan. Gemeinsam mit dem teilweise noch etwas größer und schwerer werdenden, meist aber ähnlich großen Rosapelikan gehört er zu den größten Arten der Gattung. Die Geschlechter unterscheiden sich im Aussehen nicht, Weibchen sind jedoch durchschnittlich kleiner als Männchen.

### Adulte Vögel
Der Schnabel ist zwischen 370 und 450 mm lang und bei adulten Vögeln zur Paarungszeit schwarzgrau mit teilweise gelber Oberschnabelkante und orangem „Nagel“ an der Spitze. Der Kehlsack ist dann rotorange mit einem nur gelegentlich sichtbaren schwarzen Streifen entlang des Übergangs zum Unterschnabel. Außerhalb der Paarungszeit ist der Schnabel eher grau mit fleischfarbenen Seiten, der Kehlsack orange bis gelblich. Die Iris ist weißlich bis hellblau mit einem schmalen, blauen Außenring und gelblichen Flecken. Die nackte Gesichtshaut ist weniger ausgedehnt als beim Rosapelikan. Sie beschränkt sich auf die Partie um das Auge und den Zügel. Zur Paarungszeit ist sie gelborange mit eher hellgelber unterer Partie und dunkelgrauer Begrenzung zum Schnabel hin; ansonsten ist sie weißlich mit schiefergrauem unteren Teil. Beine und Füße sind dunkel- bis mittelgrau.
Das Gefieder an Kopf und Hals ist lang, weich und gekräuselt; zur Brutzeit fällt der lange, krause Federschopf am Hinterkopf auf. Außerhalb der Brutzeit ist der Schopf stark reduziert, das Nackengefieder aber dennoch zu einer struppigen Mähne verlängert. Aufgrund der teilweise sichtbaren grauen Federbasen wirkt die Kopf- und Halspartie gräulich durchsetzt; Ober- und Unterseite sowie der Schwanz, der aus 22 Steuerfedern besteht, sind weiß. Durch feine schwärzliche Schaftstriche auf dem sichtbaren Teil der Federn wirkt das gesamte Gefieder silbergrau überpudert. Besonders offensichtlich ist dies bei großen, vermutlich älteren Exemplaren. Zur Brutzeit ist am Kropf ein gelblicher oder ockerfarbener bis roter Fleck ausgeprägt, der durch äußere Einfärbung des Gefieders entsteht. Der Oberflügel ist auf Daumenfittich, Handschwingen und größeren Handdecken schwärzlich mit gräulichem Anflug; die Armschwingen sind schwärzlich mit silbergrauen Außensäumen, die zu den Schirmfedern hin kontinuierlich heller werden. Die äußeren Großen Armdecken tragen schwarze Schaftstriche und graue bis braunschwarze Zentren. Der übrige Oberflügel ist reinweiß. Die Unterflügel sind weitgehend hellgrau mit dunklen Schwingenspitzen und weißen Großen Unterarmdecken, die ein helles Flügelband bilden.

### Jugendkleider
Bei Vögeln im Jugendkleid ist der Schnabel grau mit etwas dunklerem Oberschnabel. Der „Nagel“ an der Spitze wird recht bald hornfarben gelb bis orange. Der Kehlsack ist gelblich-fleischfarben. Die Iris ist bräunlich, die nackte Augenpartie weißlich mit dunkler grauem unteren Rand. Der Federschopf am Hinterkopf ist kurz und spitz, erinnert etwas an die aufrecht stehende Mähne eines Wildpferds und verläuft ein Stück weit den Nacken herunter. Kopf und Hals sind hellgrau mit mehr weißem Scheitel und hinteren Ohrdecken. Die braungrauen Federbasen lassen die Partie zu einem sehr variablen Anteil dunkel erscheinen. Ab dem unteren Hals ist die Unterseite mattweiß. Oberer Rücken, Schulterfedern und Oberflügeldecken sind bräunlich grau, wobei die Kleinen Oberflügeldecken an der Flügelbasis weißlich sind, die Großen Oberflügeldecken dunkle Zentren tragen und zur Flügelbasis hin deutliche weißliche Säume bekommen. Die Schwingen sind schwarz, Fittich und Handdecken überwiegend schwärzlich-braun. Die Unterflügeldecken und Achselfedern sind mattweiß, die Schwingen dunkel bespitzt. Hinterer Rücken und Oberschwanzdecken sind weißlich, die Steuerfedern silbergrau bis bräunlich mit weißen Innenfahnen. Das gesamte Gefieder zeigt dunkle Federschäfte. Beine und Füße sind grau und können einen gelblichen Anflug an der Sohle zeigen.
Das Adultkleid ist offenbar erst nach einigen Jahren voll ausgeprägt. Oft sind Reste dunkler Federn auch noch bei brütenden und fütternden Vögeln zu sehen. Der krause Schopf adulter Vögel fehlt noch im zweiten Jahr. Die Oberseite wird Stück für Stück intensiver weiß, was mit dem Armdeckenfeld zwischen den kleineren und den größten Armdecken beginnt.

### Hybriden
In menschlicher Obhut kommen Hybriden sowohl mit dem Rosa- als auch mit dem Rötelpelikan vor. In der Natur wurde dies bislang trotz gemischter Kolonien nicht nachgewiesen. Werden freilebende Hybriden beobachtet, handelt es sich wohl immer um Gefangenschaftsflüchtlinge.

## Stimme
Die stimmlichen Äußerungen des Krauskopfpelikans lassen sich zum einen in blökende und grunzende, zum anderen in zischende, fauchende oder stöhnende Laute einteilen. Hinzu kommen Instrumentallaute, die mit dem Schnabel erzeugt werden. Die Analyse der Bedeutung einzelner Laute gestaltet sich wegen des hohen Lärmpegels in den Kolonien schwierig.
Adulte Krauskopfpelikane sind wenig ruffreudig. Gelegentlich begrüßen sich die Vögel mit einem weichen, langgezogenen Zischen. Der Warnruf ist ein heiser bellendes wò wò wò, der Drohlaut ein langes Fauchen. Bei der Balz und der Kopula sind verschiedene zischende Laute zu vernehmen, die beim Männchen eher dumpf, beim Weibchen heller klingen. Zu verschiedenen Gelegenheiten wird ein Schnabelklappen eingesetzt.
Die Lautäußerungen der Jungen (Hörbeispiel) bestehen aus Rufreihen eher tiefer, schafähnlich blökender Laute, die je nach Erregungsgrad variiert werden können und sich vor allem zu den Fütterungen intensivieren. Je nachdem, ob der Schnabel dabei geöffnet ist, können sie als dumpfes muoh mouh mouh oder als helleres wah wah wah beschrieben werden.

## Verbreitung und Bestand
Die Brutverbreitung des Krauskopfpelikans ist auf die Paläarktis beschränkt. Sie reicht von den sehr zerstreuten Vorkommen in Südosteuropa bis in den Osten Zentralasiens, wo die Art im Westen der Mongolei vorkommt. Der Weltbestand wird auf etwa 4000–5000 Brutpaare (BP) geschätzt, wobei mit etwa 2700–3500 BP die meisten in den Ländern der ehemaligen Sowjetunion (Russland, Aserbaidschan, Turkmenistan und Kasachstan) zu finden sind. Der europäische Bestand wird auf 1600–2000 Brutpaare geschätzt. Eine sehr kleine Population von unter zehn Brutpaaren gibt es im Iran. Das Vorkommen in der Mongolei ist anscheinend nahezu erloschen; die letzte Schätzung belief sich auf nur 50 Brutpaare.

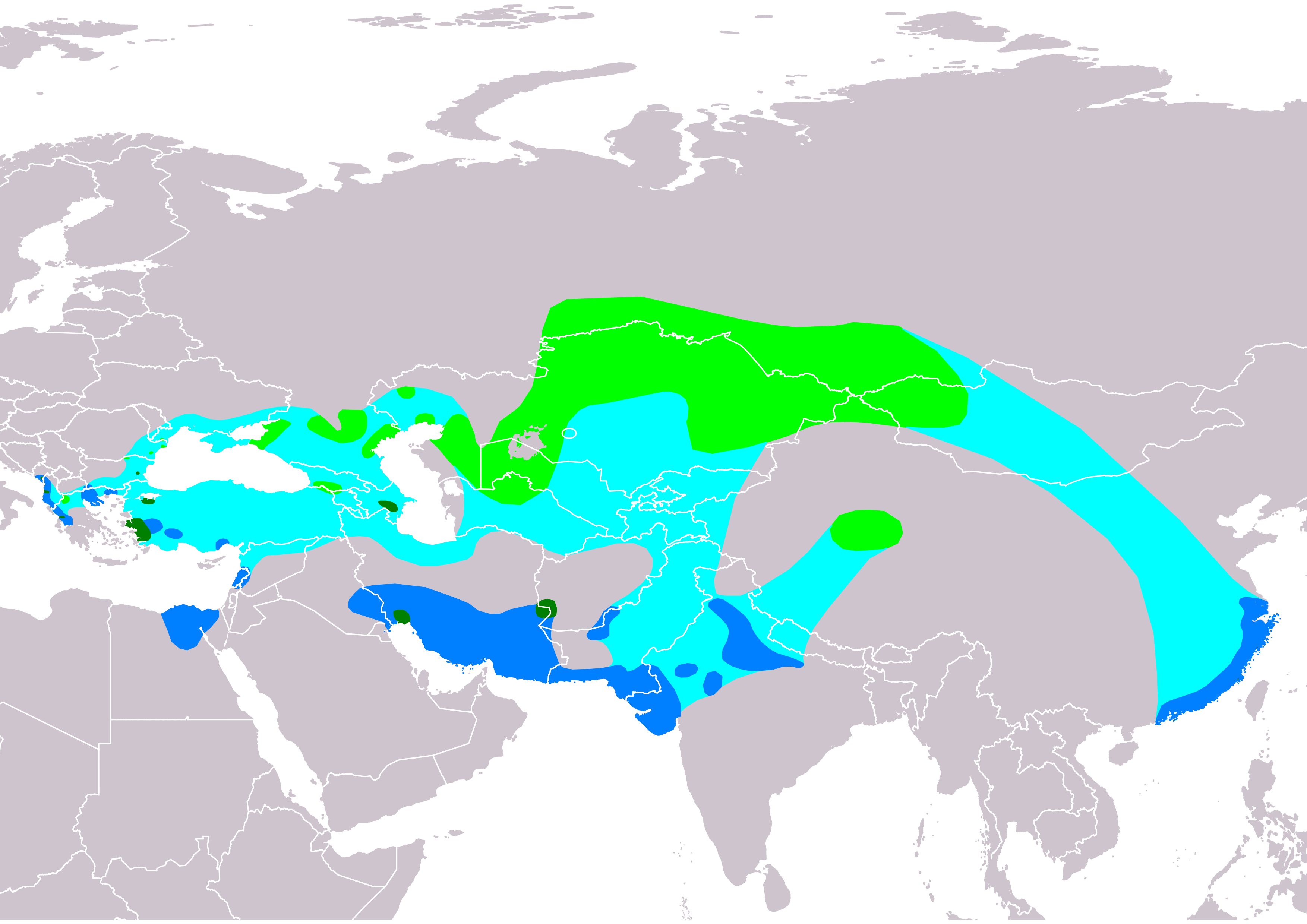
Verbreitungsgebiete des Krauskopfpelikans (Pelecanus crispus)
(grün = Brutgebiete, dunkelgrün = ganzjähriges Vorkommen, hellblau = Migration, blau = Überwinterungsgebiete)

Die Art musste in Europa im 19. und 20. Jahrhundert aufgrund von Lebensraumzerstörung, Störungen in den Kolonien, Verfolgung durch Fischer und Bejagung starke Bestandseinbußen hinnehmen. Die Rückgänge hielten etwa bis in die 1970er und 1980er Jahre an, danach stabilisierte sich der Bestand in den wenigen verbleibenden Kolonien. Heute halten Griechenland mit etwa 1400–1500 Brutpaaren, Rumänien mit 400–550 BP, das europäische Russland mit 350–450 BP und die Türkei mit etwa 220–250 BP die größten Bestände. Der Bestandstrend ist in Europa positiv, weltweit jedoch weiterhin abnehmend. Die Art wird daher als gefährdet (“vulnerable”) angesehen.
Die vermutlich weltweit größte Kolonie befindet sich mit 500–1400 Brutpaaren am Prespasee in Griechenland, ein Vorkommen am benachbarten Ohridsee ist erloschen. Das zweitgrößte europäische Vorkommen findet sich im Bereich des Donaudeltas, wo in Rumänien etwa 320–410 Paare brüten, am in der Ukraine gelegenen Kuhurluj hingegen nur 10–12 Paare. In Bulgarien findet sich eine Kolonie mit 20–110 Brutpaaren an der Donau in Srebarna. In Montenegro konnte durch umfassende Schutzbemühungen der Brutbestand am Skutarisee auf über 100 Vögel im Jahr 2017 gesteigert werden und in Albanien brüten etwa 11–62 BP an der Lagune von Karavasta.
In der Türkei waren 2010 fünf Kolonien bekannt: im Gediz-Delta (35–87 BP), am Manyas Gölü (35–40 BP), im Delta des Großen Mäanders (42 BP), am Karzachi-See (5–10 BP) und am Işıklı Gölü (6 BP).
An zahlreichen anderen Orten in Europa ist die Art ausgestorben. Teilweise haben sich dort die Lebensräumverhältnisse aufgrund von Trockenlegungen dramatisch verändert. So kam der Krauskopfpelikan in Ungarn vormals an der Theiß, in Serbien in den Sümpfen von Vojvodina, in den Donauauen des rumänischen Calafat, im Norden Bulgariens und in Dalmatien, an der Crna Reka in Mazedonien, an den griechischen Flüssen Kalamas, Acheloos und Vardar, im Evros-Delta und im Delta des Dnister in der Ukraine vor.
Obwohl die Art und ihre Brutkolonien fast überall geschützt sind, werden Schutzmaßnahmen oft nicht konsequent genug umgesetzt. Hauptgefährdungsursachen sind nach wie vor die Lebensraumzerstörung durch Trockenlegungen und wasserbauliche Veränderungen, aber auch Störungen an den Kolonien durch Birder und Fotografen, seltener auch die Verfolgung durch Fischer oder illegale Bejagung. Umweltbelastungen und Gifte wie DDE, Schwermetalle oder Chlororganische Verbindungen können sich maßgeblich auf den Bruterfolg auswirken. Außerdem finden viele Vögel den Tod an ungesicherten Freileitungen. Schutzmaßnahmen können der restriktive Schutz an den Kolonien, Unterbindung der Jagd, die Errichtung von Brutflößen, die Erhaltung oder Renaturierung der Lebensräume, die Entschärfung von Freileitungen und Öffentlichkeitsarbeit sein.

## Wanderungen
Während es sich bei der europäischen Population um Stand- oder Strichvögel handelt, ziehen asiatische Krauskopfpelikane meist längere Strecken. Die Vögel des westlichen Russlands scheinen in west- oder westsüdwestlicher Richtung zu wandern und wie der europäische Bestand im östlichen Mittelmeerraum zu verbleiben. Zentralasiatische Vögel wandern nach Süden, wo sie vom Iran ostwärts über den Indischen Subkontinent überwintern. Die Zugwege der (möglicherweise erloschenen) mongolischen Population führ(t)en über den Golf von Bohai und die Küsten von Shandong und Jiangsu in den Südosten Chinas.
Im Donaudelta treffen die Brutvögel im Verlauf des März ein und verstreichen ab August. Die Hauptdurchzugzeit in Burgas liegt zwischen Mitte September und Ende Oktober.
Bei Nachweisen dieser Art aus Nord- und Westeuropa wurde bislang angenommen, es könne sich um Gefangenschaftsflüchtlinge handeln. Auffallend ist aber, dass die Sichtungen zeitlich recht genau mit Populationsanstiegen, guten Bruterfolgen oder wetterbedingten Ausweichbewegungen übereinstimmen.

## Lebensraum
Der Krauskopfpelikan brütet an Flüssen, Seen, Flussdeltas und Ästuaren, die reich an Fischen sein müssen. Vermutlich kam die Art ehemals nur an Süßgewässern im Binnenland vor, heute sind jedoch auch einige Kolonien in Brackwasserzonen bekannt. Im Unterschied zum Rosapelikan braucht sie keine Niederungen und brütet auch in kleineren Kolonien. Sie ist daher bevorzugt an geschützt liegenden Seen im Hügel- und Bergland mit offenen Wasserflächen und ausgedehnten Röhrichtbeständen, seltener hingegen in ausgedehnten Niederungssümpfen anzutreffen. Die Brut- und Schlafplätze müssen vor Bodenfeinden sicher sein und liegen daher immer vom Ufer entfernt auf Inseln, Sandbänken oder in isolierten Röhrichtzonen. In Srebarna brütet die Art auf schwimmenden Schilfdecken mit ausgeprägter Humusschicht, sogenannten „Plaurs“. Die Nahrungsgründe können etwas vom Brutgebiet entfernt liegen und bestehen aus offenen, ruhigen Seen oder Überschwemmungsgebieten. Bei ruhiger See kann die Art auch ein Stück weit fernab der Küste auf der offenen See beim Fischen angetroffen werden.
Zur Überwinterung dienen in Indien typischerweise flache Seen (Jheels) und Lagunen, in Europa eisfreie Seen. Die Art zeigt sich aber auch resistent gegen kurze Frostperioden von 7 bis 10 Tagen.

## Ernährung
Der Krauskopfpelikan ernährt sich von Fischen, die mit dem kescherartigen Schnabel aus dem oberflächennahen Wasser gefangen werden – tauchen können Pelikane nicht. Typischerweise fischt die Art einzeln, zu zweit oder zu dritt. Seltener bilden sich größere Gruppen, die zunächst gemächlich nebeneinanderschwimmen, dann flügelschlagend Fische zusammentreiben und dann schnell die Köpfe ins Wasser tauchen, um sie zu fangen. Die Nahrungsgründe liegen meist in anderen Gewässern als die Brutkolonie. Meist fliegen die Vögel 5–10 km weit, manchmal aber auch – wie im Donaudelta – bis zu 50 km.
Aufgrund der Ernährungsweise werden überwiegend im Flachwasser lebende Fische gefangen sowie angeblich bevorzugt schuppenlose oder feinschuppige Arten. Zu den nachgewiesenen Arten gehören Karpfen, Karausche, Schleie, Flussbarsch, Rotfeder, aber auch Rotaugen, Alande, Hechte bis zu 50 cm Länge und Aale. Im Winterquartier am Nil wurden Welse der Gattungen Siluranodon, Schilbe, Clarias, Bagrus und Heterobranchus als Beute festgestellt. Der tägliche Nahrungsbedarf an Fisch liegt schätzungsweise bei 1200 g.

## Fortpflanzung

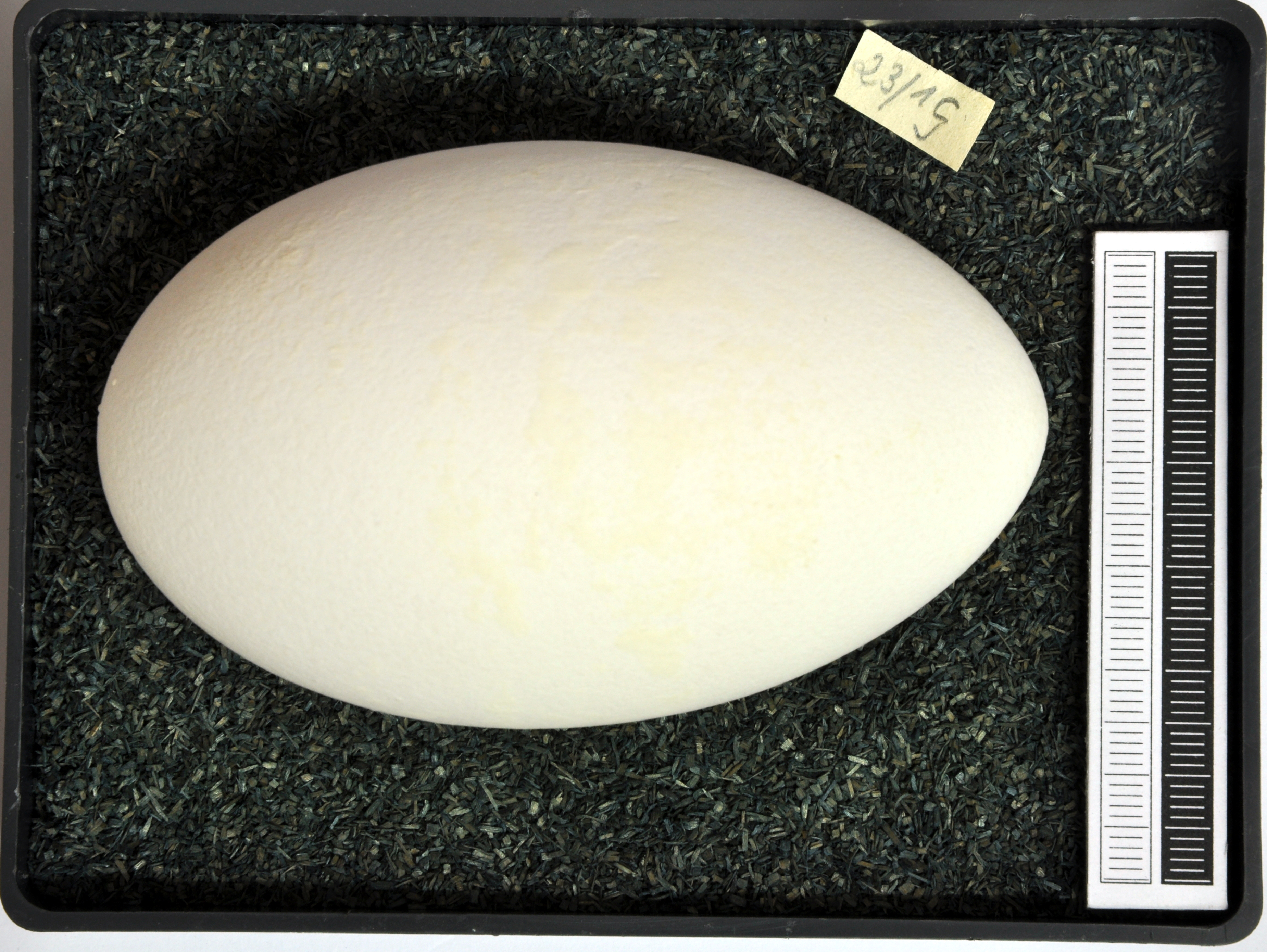
Ei (Sammlung Museum Wiesbaden)

Krauskopfpelikane werden vermutlich erst mit drei oder vier Jahren geschlechtsreif. Sie führen eine monogame Saisonehe und tätigen eine Brut im Jahr. Die Brutzeit beginnt Ende März bis Anfang April. Die Art brütet gelegentlich in Einzelpaaren, meist aber in Kolonien von bis zu 250 Vögeln. Dabei kommen auch Mischkolonien mit dem Rosapelikan vor.
Das Nest steht immer am Wasser, sodass es schwimmend, bzw. ohne Weg über Land erreichbar ist. Meist besteht die Kolonie aus großen Nesthaufen, in denen die Nester recht eng beieinander stehen, sodass sich die brütenden Vögel fast berühren. Der Abstand zwischen den Nestern, gemessen von der jeweiligen Nestmitte aus, beträgt etwa 55–115 cm. Der Durchmesser des einzelnen Nests liegt etwa bei 50 cm, der der Nistmulde bei etwa 30 cm. Einzeln stehende Nester messen bis zu 1,5 m und sind etwa 1 m hoch. Das Nest wird aus Schilf, Gräsern, Zweigen und anderem Pflanzenmaterial aufgeschichtet. Über die Brutzeit hinweg werden diese niedergetrampelt und durch die Exkremente der Vögel fest miteinander verbacken. In Folgejahren werden alte Nester häufig aufgestockt, neue Nester meist an die bestehenden Nesthaufen angedockt. Auch während der Bebrütung der Eier wird oft noch weitergebaut. Beide Geschlechter beteiligen sich am Bau, wobei das Männchen meist das Nistmaterial herbeischafft.
Das Gelege besteht aus 1–2, selten auch 3 Eiern. Größere Gelege stammen höchstwahrscheinlich von mehreren Weibchen; möglicherweise ist dies auch bei Dreiergelegen der Fall. Die Eier sind in der Größe und Form recht variabel und können länglich oder kurzoval sein. Die Maße betragen im Schnitt 95 × 60 mm, wobei die Länge zwischen 73 und 106, die Breite zwischen 53 und 64 mm variiert. Anfangs sind sie schneeweiß und werden mit der Zeit fleckig schmutzig grau. Die Legezeit erstreckt sich von Ende März bis Mitte Mai, Juni oder spätestens Mitte Juli, wobei in einer Kolonie die meisten Eier innerhalb von drei Wochen gelegt werden und Ausnahmen selten sind. Die Brutdauer beträgt 30–34 Tage. Beide Eltern brüten und beginnen damit nach Ablage des ersten Eies, weshalb die Jungen asynchron schlüpfen.
Anfangs sind die Nestlinge nackt und hilflos, wobei der Kopf auf dem Nestboden liegt und erst ab dem zweiten Tag gehoben wird. Zunächst bekommen sie von den Eltern vorverdaute Nahrung ins Nest gespien, später holen sie sie aus deren Kehlsack heraus. Nach zweieinhalb Wochen verlassen sie das Nest und sammeln sich in einer Art „Kinderstube“ in der Mitte der Kolonie. Ab dem Alter von 4 bis 5 Wochen fliehen sie bei Gefahr aufs Wasser, mit 10–11 Wochen verbringen sie dort den gesamten Tag und suchen die Kolonie nur noch zur Nacht auf. Sie werden auf dem Wasser noch von den Eltern gefüttert, beginnen aber auch bereits, selbständig zu fischen. Nach etwa 12 Wochen sind sie flügge und nach 14–15 Wochen vollkommen selbständig. In dieser Zeit beginnt die Kolonie, sich aufzulösen.